# 平定马齿岩寺
平定马齿岩寺，位于山西省阳泉市平定县东回镇马山村。
平定马齿岩寺现存天王殿、中殿等，中殿为金代遗物，壁画系清代作品。
2016年6月6日，平定马齿岩寺公布为第五批山西省文物保护单位。2019年10月7日，平定马齿岩寺公布为第八批全国重点文物保护单位。